# Bombardeig de Yeonpyeong
El bombardeig de Yeonpyeong va ser un enfrontament d'artilleria entre l'exèrcit de Corea del Nord i les forces de Corea del Sud estacionades a l'illa de Yeonpyeong el 23 de novembre de 2010. Després d'un exercici d'artilleria sud-coreà en aigües disputades prop de l'illa, les forces nord-coreanes van disparar uns 170 projectils d'artilleria i coets contra l'illa de Yeonpyeong, impactant objectius militars i civils.
El bombardeig va causar danys generalitzats a l'illa, matant a quatre sud-coreans i ferint a 19. Corea del Sud va respondre bombardejant les posicions dels canons nord-coreans. Els nord-coreans van declarar posteriorment que havien respost al llançament de projectils sud-coreans en aigües territorials nord-coreanes.
L'incident va provocar una escalada de tensió en la península de Corea i va provocar una unànime condemna internacional de les accions del Nord —excepte la República Popular de la Xina. Les Nacions Unides van declarar que es tractava d'un dels incidents més greus des del final de la guerra de Corea, i el 18 de desembre, l'exambaixador dels Estats Units davant l'ONU, Bill Richardson, va dir que les tensions havien augmentat fins a convertir-se en «la crisi més greu en la península de Corea des de l'armistici de 1953, que va posar fi a la guerra de Corea».

## Reaccions internacionals
Estats Units: L'Oficina del Secretari de Premsa de la Casa Blanca va dir que «els Estats Units condemna enèrgicament aquest atac i demana a Corea del Nord que detingui la seva acció bel·ligerant i compleixi plenament els termes de l'Acord d'Armistici». Els Estats Units també va desplegar un grup d'atac de portaavions de la Marina dels EUA a la regió per a participar en exercicis d'entrenament prèviament programats amb els sud-coreans.
 Japó: El primer ministre Naoto Kan «va ordenar al seu govern preparar-se per a qualsevol eventualitat» durant una reunió d'emergència. «Disparar sobre una zona on viuen civils és un acte impermissible i atroç que condemnem enèrgicament», va dir Kan. «Ha creat una greu situació no sols a Corea del Sud, sinó en tota la regió d'Àsia oriental, inclòs el Japó».
 Nacions Unides: El portaveu del secretari general de l'ONU, Ban Ki-moon, Martin Nesirky, va dir que «Ban Ki-moon va condemnar l'atac d'artilleria de Corea del Nord, qualificant-lo com 'un dels incidents més greus des del final de la Guerra de Corea» i que «Ban va demanar la contenció immediata i va insistir que 'qualsevol diferència ha de resoldre's per mitjans pacífics i el diàleg».
 R.P. de la Xina: El ministeri d'Afers Exteriors va declarar que el govern xinès va instar totes dues parts «a fer coses que condueixin a la pau i l'estabilitat en la península de Corea», però no va condemnar explícitament les accions de Corea del Nord.
 Rússia: El ministeri d'Afers Exteriors va declarar que «l'ús de la força és una via inacceptable [i que] [qualsevol] disputa en les relacions entre el Nord i el Sud ha de resoldre's política i diplomàticament». A més, va instar totes dues parts a «donar mostres de moderació i pau», i va advertir d'un «perill colossal» i «va dir que els qui estan darrere de l'atac tenen una enorme responsabilitat». El ministre d'Afers Exteriors rus, Serguei Lavrov, va declarar que «una cosa és disparar a l'aigua, encara que aquestes aigües estiguin en disputa, i una altra molt diferent és disparar a la terra, als assentaments humans». La gent ha mort. Aquest és el punt principal».
 Unió Europea: L'Alta Representant Catherine Ashton va condemnar l'atac i va instar a Corea del Nord a respectar l'Acord d'Armistici de Corea.